# Jasenovce
Jasenovce es un municipio situado en el distrito de Vranov nad Topľou, en la región de Prešov, Eslovaquia. Tiene una población estimada, en agosto de 2018, de 212 habitantes.
Está ubicado en el centro-sur de la región, cerca del río Topľa (cuenca hidrográfica del río Tisza) y de la frontera con la región de Košice.

## Demografía
| Año        | 1994 | 2004     | 2014    | 2024    |
| ---------- | ---- | -------- | ------- | ------- |
| Población  | 194  | 229      | 232     | 216     |
| Diferencia |      | +18,04 % | +1,31 % | −6,89 % |

| Año        | 2023 | 2024    |
| ---------- | ---- | ------- |
| Población  | 210  | 216     |
| Diferencia |      | +2,85 % |